# Sergentomyia taizi
Sergentomyia taizi är en tvåvingeart som beskrevs av Lewis 1974. Sergentomyia taizi ingår i släktet Sergentomyia och familjen fjärilsmyggor. Inga underarter finns listade i Catalogue of Life.